# Azerbaijan Airlines
A Azerbaijan Airlines (abreviado como AZAL; em azeri:  Azərbaycan Hava Yolları) é a maior transportadora de bandeira e companhia aérea do Azerbaijão. Com sede em Baku, e situada adjacente ao Aeroporto Internacional Heydar Aliyev, a empresa opera com destinos para toda a Ásia, para a Comunidade dos Estados Independentes (CEA), para a Europa.

## Frota

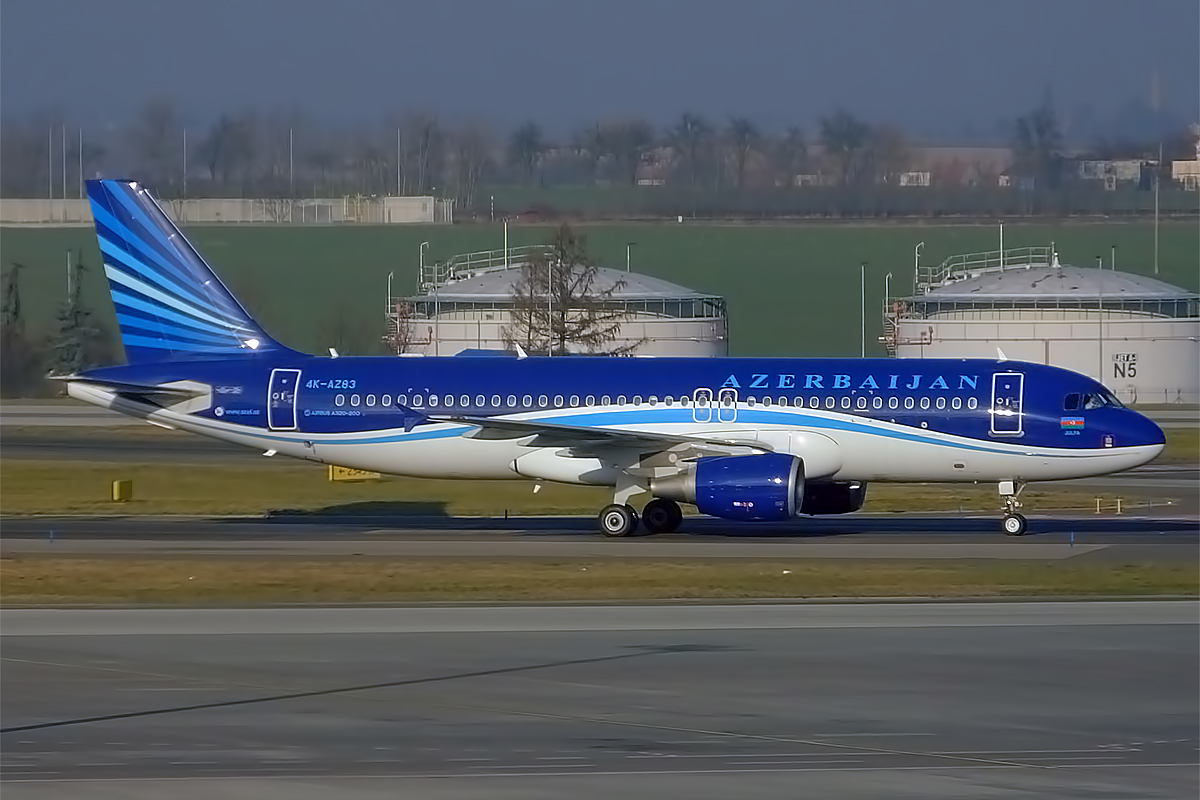
Airbus A320 da Azerbaijan Airlines.

Em julho de 2023
- Airbus A319-100: 4
- Airbus A320-200: 7
- Airbus A320neo: 3
- Airbus A340-500: 2
- Airbus A340-600: 1
- Boeing 757-200: 1
- Boeing 767-300ER: 3
- Boeing 777-200LR: 1 (VIP)
- Boeing 787-8: 2
- Embraer ERJ-190: 1

Frota aposentada:
- ATR 42
- ATR 72
- Embraer ERJ-170
- Tupolev Tu-154M